# Катастрофа C-124 под Анкориджем
Катастрофа C-124 под Анкориджем — крупная авиационная катастрофа, произошедшая вечером в субботу 22 ноября 1952 года в полусотне миль к востоку от Анкориджа. Военный самолёт Douglas C-124A-DL Globemaster II выполнял доставку войск из штата Вашингтон на Аляску, когда при заходе на посадку в Анкоридже врезался в гору и разрушился, при этом погибли 52 человека.

## Экипаж
Экипаж самолёта состоял из 11 человек:
- Командир корабля — 37-летний капитан Кеннет Дж. Дюваль (англ. Kenneth J. Duvall)
- Помощник командира корабля — 35-летний капитан Алджер М. Чейни (англ. Alger M. Cheney)
- Штурман — старший лейтенант Уильям Ирвин Тернер (англ. William Irvin Turner)
- Бортинженер — техник-сержант Энголф В. Хаген (англ. Engolf W. Hagen)
- Бортинженер — капрал Конрад Н. Спрэгу (англ. Conrad N. Sprague)
- Бортинженер — младший сержант Юджин Р. Костли (англ. Eugene R. Costley)
- Бортрадист — капрал Роберт А. Оуэн (англ. Robert A. Owen)
- Бортрадист — капрал Марлон Л. Скотт (англ. Marlon L. Scott)
- Инженер по погрузке — капрал Джордж М. Ингрэм (англ. George M. Ingram)
- Бортпроводник — капрал Уэйн Дин Джексон (англ. Wayne Dean Jackson)
- Бортпроводник — капрал Джеймс Р. Кимбол (англ. James R. Kimball)
- Руководитель полёта — техник-сержант Леонард Г. Унгер (англ. Leonard G. Unger) — служебный пассажир

## Катастрофа
В тот день экипаж должен был выполнять полёт со своей авиабазы Маккорд, что у  Такомы (штат Вашингтон), на Элмендорф, что у Анкориджа (штат Аляска), с протяжённостью маршрута около 1400 миль (2300 км). Самолётом был Douglas C-124A-DL с регистрационным номером 51-107A (в разных источниках встречается также 51-107 и 51-0107), а всего на борту находились 11 членов экипажа и 41 пассажир — лётные экипажи. Примерно в 15:30 PST «Дуглас» вылетел из Маккорда и взял курс на Аляску; расчётная продолжительность полёта составляла около 7 часов.
В 21:47 PST, спустя 6 часов 17 минут с момента вылета, экипаж доложил о пролёте острова Мидлтон (залив Аляска) на высоте 6000 футов (1800 м) и расчётном достижении Анкориджа через 46 минут. Но в Анкоридж борт 51-107A так и не прибыл, а все попытки связаться с экипажем оказались безуспешны; самолёт исчез. В то время в регионе были сложные погодные условия, в том числе стояла низкая облачность, туман, лёгкий дождь. Из-за этого сразу начать поисковые работы оказалось невозможно.
Лишь через три дня, 25 ноября были начаты поиски борта 51-107A, в ходе которых 32 самолёта и 4 корабля береговой охраны прочёсывали пролив Принца Вильгельма, близ которого находился самолёт во время последнего радиообмена с землёй. Наконец через три дня, 28 ноября лейтенанты Томас Салливан (англ. Thomas Sullivan) и Террис Мур (англ. Terris Moore) с поискового самолёта увидели, как на горе Гэннетт (высота 9649 футов (2941 м)) из-под снега торчит хвост самолёта, по бортовому номеру на котором удалось определить пропавший «Дуглас». При более тщательном осмотре стало понятно, что летящий сквозь облака «Глобмастер» на высоте около 8100 футов (2500 м) и на большой скорости врезался в склон горы, в результате чего разрушилась его передняя часть. Далее самолёт, разрушаясь и взрываясь, скатился по склону, после чего был накрыт сошедшей от взрывов лавиной.
29 ноября у побережья фьорда Харрисона причалило судно, с которого к месту происшествия выдвинулась поисковая группа. Из-за плохой погоды и опасности лавин люди продвигались медленно и через несколько дней были вынуждены разбить лагерь на высоте 5500 футов (1700 м) и на удалении 8 миль (13 км) от обнаруженной с самолёта хвостовой части. Только 9 декабря в условиях метели группа наконец добралась до места падения, где не обнаружила ни одного выжившего, после чего вернулась в базовый лагерь. Все 52 человека на борту были объявлены погибшими.

## Находки 2012 и 2020 года
9 июня 2012 года вертолёт «Black Hawk» Аляскинской национальной гвардии выполнял обычный тренировочный полёт, когда его экипаж, находясь на удалении 45 миль (72 км) к востоку от Анкориджа, при пролёте близ горы Гэннет увидел на склоне у нижнего края ледника обломки лонжеронов жёлтого цвета, а также человеческие останки. Была высказана версия, что они относятся к разбившемуся 60 лет назад C-124A, место падения которого хоть и находилось на удалении 12 миль (19 км) от места обнаружения обломков, но последние мог перенести ледник. Тогда через неделю на место прибыла группа из пяти человек, которые с 19 по 21 июня обследовали обломки. Заодно провели генную экспертизу по идентификации обнаруженных человеческих тел, в результате которой смогли опознать 17 пассажиров борта 51-107A. После проведения расследования было официально объявлено об обнаружении разбившегося в 1952 году Douglas C-124A Globemaster II. В июне 2020 года было обнаружено ещё 480 фрагментов останков.